# Anaitz Arbilla
Anaitz Arbilla Zabala (* 15. Mai 1987 in Pamplona) ist ein spanischer Fußballspieler. Seit 2016 spielt er für SD Eibar in der ersten spanischen Liga.

## Karriere
Arbilla begann seine Karriere bei Athletic Bilbao. Nachdem er beim FC Barakaldo und bei Polideportivo Ejido gespielt hatte, wechselte er zum Zweitligisten UD Salamanca. Sein Debüt gab er am 1. Spieltag 2010/11 gegen den FC Córdoba. Nach dem Abstieg in die dritte Liga 2011 wechselte er zum Zweitligisten Hércules Alicante. Im Januar 2013 wechselte er zum Erstligisten Rayo Vallecano. Sein Erstligadebüt gab er am 23. Spieltag 2012/13 gegen Atlético Madrid. 2014 wechselte er zum Ligakonkurrenten Espanyol Barcelona.